# کاتیا ریمان
کاتیا ریمان (آلمانی: Katja Riemann؛ زادهٔ ۱ نوامبر ۱۹۶۳) یک هنرپیشه اهل آلمان است.

## گزیده فیلم
- مردی با تمام راه‌حل‌ها - ۱۹۹۳
- مرد ایده‌آل - ۱۹۹۴
- من یک زن متفاوت هستم - ۲۰۰۶
- لعنت بر تو گوته - ۲۰۱۳